# Янушовиці (гміна Зельонки)
Янушовиці (пол. Januszowice) — село в Польщі, у гміні Зельонки Краківського повіту Малопольського воєводства.
Населення — 299 осіб (2011).
У 1975-1998 роках село належало до Краківського воєводства.

## Демографія
Демографічна структура станом на 31 березня 2011 року:
|          | Загалом | Допрацездатний вік | Працездатний вік | Постпрацездатний вік |
| -------- | ------- | ------------------ | ---------------- | -------------------- |
| Чоловіки | 144     | 28                 | 102              | 14                   |
| Жінки    | 155     | 33                 | 95               | 27                   |
| Разом    | 299     | 61                 | 197              | 41                   |